# Anchawadi
Anchawadi est une commune du Mali, dans le cercle et la région de Gao.